# Jean-Pierre Hutin
Pour les articles homonymes, voir Hutin.
Jean-Pierre Hutin, né Georges Jean Pierre Hutin le 7 septembre 1931 à Alep (Syrie) et mort le 1er juin 1996 à Villejuif (Val-de-Marne), est un journaliste français.

## Biographie

### Jeunesse
Jean-Pierre Hutin naît à Alep, en Syrie sous mandat français d'un père français, Marcel Hutin, conducteur de travaux-ingénieur-architecte, et d'une mère italienne, Alexandrine Ghirardoni, institutrice. Il passera une partie de sa jeunesse à Oujda, au Maroc, dont son oncle, Georges Hutin, sera un temps secrétaire général du protectorat de la France au Maroc.

### Carrière
Journaliste à France-Soir de 1950 à 1963, conseiller de Claude Contamine à la direction de l'ORTF de 1964 à 1967, conseiller technique de Georges Gorse, ministre de l'Information en 1967-1968, puis P-DG de Vacances 2000, filiale de la SNCF, de 1969 à 1975, il fut le créateur et producteur de l'émission L'Avenir du futur (en utilisant comme pseudonyme le nom de jeune fille de sa mère) et le créateur et producteur du magazine de télévision 30 millions d'amis (fondé en 1976). Il dirigea aussi le mensuel de même titre, vendu dans les kiosques et par abonnements. Malgré sa mort, l'émission continue d'exister et c'est sa seconde femme Reha Kutlu qui a pris la relève. Militant de la défense des animaux, il créa aussi la fondation à but non lucratif 30 Millions d'Amis.
Il était le maître de trois bergers allemands devenus célèbres : Mabrouk, Mabrouk Junior et Mabrouka, qui ont été les mascottes successives de l'émission 30 millions d'amis.
Jean-Pierre Hutin est nommé chevalier dans l'Ordre du Mérite postal par arrêté du 15 janvier 1954 (BO PTT 1954, 54 Cab 4, Page 36), puis chevalier et enfin officier dans l'Ordre de la Légion d'honneur.

### Vie privée
Jean-Pierre Hutin a deux enfants : Patrick et Xavier.
Il est inhumé à Delincourt, dans l'Oise.

## Décorations
- Officier de la Légion d'honneur
- Chevalier de l'ordre du Mérite postal